# 아누
아누(아카드어: 𒀭𒀀𒉡 ANU, 𒀭 an "하늘", "천국"에서 유래) 또는 아눔은 원래 안(수메르어: 𒀭 An)으로, 고대 메소포타미아 종교에서 신격화된 하늘이자 주신이며, 수많은 신들의 조상이었다. 모든 왕권의 원천으로 여겨졌으며, 많은 메소포타미아 문헌에서 신들의 목록을 여는 역할을 한다. 그러나 동시에 여러 문헌에서 그는 주로 수동적으로 등장하고, 그리 숭배되지는 않았다. 우루크에 위치한 에안나 신전을원래 이슈타르가 아닌 아누에게 속했던 것으로 보기도 한다. 이슈타르는 이미 초기 자료에서 에안나와 연관되어 있었다. 에안나 신전의 위상이 쇠퇴한 후, 셀레우코스 제국 시대에 같은 도시에서 새로운 신학 체계가 발전했고, 그 결과 아누는 능동적인 신으로 재정의되었다. 이로 인해 그는 고대 메소포타미아 역사 마지막 세기에 들어서 도시 주민들에게 활발하게 숭배되었다.
아누의 배우자 정체에 관한 여러 전승이 존재했지만, 그중 세 명인 키, 우라쉬, 그리고 안투는 시기에 따라 서로 동일시되었고, 이들 모두는 그가 하늘을 상징했던 것처럼 땅을 상징했다. 네 번째 전승에서는 (더 드물게 나타나지만) 그의 아내는 대신 여신 남무였다. 신 목록에는 그의 배우자와 자녀 외에도 안샤르나 알랄루와 같은 다양한 조상들도 자주 열거되었다. 이러한 가계도의 한 변형이 에누마 엘리시의 토대가 되었다.
아누는 아카드어 길가메시 서사시에서는 그의 딸 이슈타르(이난나의 아카드 대응자)가 그를 설득하여 하늘의 황소를 얻어 길가메시를 공격하게 하는 장면에서 등장한다. 이 사건으로 인해 하늘의 황소는 죽고, 이슈타르의 머리에 황소의 다리가 던져진다. 또 다른 신화에서 아누는 남풍의 날개를 부러뜨린 인간 영웅 아다파를 자신에게 소환한다. 아누는 아다파에게 불멸의 음식과 물을 주라고 명령하지만, 아다파는 에아가 미리 아누가 자신에게 죽음의 음식과 물을 줄 것이라고 경고했기 때문에 이를 거부한다. 주로 히타이트어 번역으로 알려진 쿠마르비에 관한 후르리아 종교 신화에서 아누는 신들의 이전 통치자였으며, 쿠마르비에게 전복되었다. 쿠마르비는 아누의 생식기를 물어뜯어 삼켰고, 그 결과 날씨의 신 테슙을 낳았다. 이 서술은 훗날 헤시오도스의 신통기에서 우라노스의 거세에 영감을 주었을 가능성이 있다. 또한 헬레니즘 문명 시대에 아누가 제우스와 동일시되었을 수도 있다는 주장이 제기되기도 하지만, 이는 불확실한 상태다.

## 특징
아누는 하늘의 신적 표현이었다. 그의 이름은 단순히 수메르어로 "하늘"을 의미한다. 아카드어에서는 아누로 표기되었으며, 표의 문자(dAN) 또는 음절 문자(da-nu(m))로 쓰였다. 수메르어 문헌에서는 다른 신들의 이름과 달리 그의 이름 앞에는 현대 문헌에서 "신적 한정사"라고 불리는 딩기르 기호가 붙지 않았다. 이는 같은 기호가 '안'으로도 읽혔기 때문에 불필요한 반복이 발생하기 때문이다. 하늘과 천국, 그리고 아누를 지칭하는 것 외에도 같은 기호는 각각 수메르어와 아카드어에서 일반적인 용어인 "신"을 의미하는 '딩기르' 또는 '일루'로도 읽힐 수 있었다. 숫자 60이 그와 연관되었기 때문에, 해당 숫자가 그의 이름을 나타낼 수 있었으며, 난해한 문헌에서는 DINGIR 기호의 다른 읽기에도 확장되어 사용되었다.
아누는 최고의 신으로 여겨졌으며, 안 = 아눔과 같은 주요 신 목록에서는 그를 판테온의 가장 높은 자리에 둔다. 그는 신들의 왕으로 묘사될 수 있었고, 모든 합법적인 권력의 원천으로, 신들과 왕들에게 통치할 권리를 부여한다고 믿어졌다. 판테온의 최고신은 아누투 또는 아누티(da-nu-ti)를 소유했다고 하는데, 이는 "천상의 힘" 또는 더 문자적으로는 아누 신분을 의미한다. 바빌로니아 에누마 엘리시에서 신들은 "당신의 말씀이 아누입니다!"라고 외치며 마르두크를 찬양한다.
아누는 매우 중요한 신이었지만, 그의 본성은 종종 모호하고 불분명했다. 그를 중심으로 하는 신화의 수는 적고 그는 드물게만 적극적으로 숭배되었다. 따라서 그의 지위는 아시리아학자 폴-알랭 볼리외에 의해 "허수아비"이자 "쓸모없는 신"으로 묘사되었다. 윌프레드 G. 램버트는 판테온의 수장으로서 그의 지위를 "항상 다소 명목상"이라고 특징지었으며, 메소포타미아인들에 따르면 "엔릴이 실제로는 더 큰 권력을 행사했다"고 언급했다. 볼리외 또한 기능적으로는 활동적인 최고신이 엔릴이었고, 나중에는 바빌로니아에서는 마르두크였으며 아시리아에서는 아슈르였지, 아누가 아니었다고 주장한다. 라가시의 증거에 따르면, 적어도 초기 왕조 시대, 에안나툼과 엔테메나의 통치 기간 동안에는 아누가 아닌 엔릴이 이 도시 판테온의 수장이었다. 그러나 이후의 봉헌 목록은 그 반대의 증거를 제공하는데, 이는 아마도 사르곤 왕조 또는 구데아의 통치 기간 동안 변화가 있었음을 시사한다. 셴화 왕은 초기 왕조 시대에 비문에서 아누를 언급하고 그를 "땅의 왕"을 의미하는 '루갈 쿠르-쿠르'로 지칭하는 통치자들은 우르 또는 우루크와 관련되어 있었던 반면, 다른 곳에서는 같은 칭호가 대신 엔릴을 지칭했다고 지적한다. 슈루팍과 에블라에서 발견된 사본으로 알려진 한 문헌은 아누를 신성한 "우루크의 왕"으로만 언급한다. 고바빌로니아 제국 시대의 후기 비문에서는 엔릴이 아누와 함께 또는 단독으로 판테온의 수장으로 언급될 수 있었다. 그들과 에아로 구성된 삼위일체 또한 기록되어 있다. 기원전 1천년기 마지막 세기 동안 우루크에서만 변화가 일어났고, 아누는 신학자들에 의해 능동적인 신으로 재창조되었다.

### 천체 역할
메소포타미아 천문학에서 하늘은 세 구역으로 나뉘었는데, 천체 극에 가장 가까운 별들은 엔릴에게 속했고, 적도에 가까운 별들은 에아에게 속했다. 이 두 구역 사이에 위치한 별들은 아누의 영역이었다. 이 세 구역은 각각 해당 신들의 "길"이라고 불렸다. 천문학자 존 G. 로저스는 각 "길"의 경계가 북위 17도와 남위 17도에 있었다고 추정한다. 이러한 구분은 천문학 논문 물.아핀에 가장 잘 기록되어 있다. 이 논문의 작성 시기는 알려져 있지 않지만, 고바빌로니아 시대보다 후대이며, 하늘의 삼분할에 대한 가장 오래된 언급은 기원전 13세기 문서인 소위 밤의 신들에게 바치는 기도문 버전에서 비롯되었다. 이 기도문의 가장 오래된 사본에서는 아직 이 개념이 언급되지 않는다.
셀레우코스 제국 시대의 우루크에서는 아누의 천체 역할이 더욱 확장되었고, 셀레우코스 시대 71년(기원전 216/215년)에 작성된 문서에서는 그가 전체 창공을 책임지는 존재로 묘사되었다. 또한 두 개의 주극성이 "하늘의 위대한 아누와 안투"로 불리기 시작했고, 신들처럼 제물을 받았다. 이들은 일반적으로 기원전 1천년기 후반 메소포타미아 천문학자들에게 알려진 다른 일곱 개의 주요 천체, 즉 태양, 달, 그리고 행성인 네베루(목성), 딜바트(금성), 쉬흐투(수성), 카야마누(토성), 살바타누(화성)와 함께 나타난다.

### 도상학
아누는 메소포타미아 미술에서 거의 나타나지 않으며, 알려진 인체형 도상학적 표현도 없다. 그가 홀이나 반지 모양의 물건과 같은 전형적인 신성한 왕권의 상징을 들고 있는 모습은 문헌 자료에서 확인된다.
카시트인 시대의 문헌에 따르면 아누의 상징은 받침대 위에 놓인 뿔 달린 왕관이었다. 이는 일부 쿠두르루 (경계석)에서도 확인되는데, 이들 유물에서는 일반적으로 장식의 상단 절반에, 이슈타르, 샤마쉬 그리고 신의 상징 아래에 놓여 있다. 이들은 천체를 나타내기 때문에 기념물의 맨 위에 묘사되었다. 아누는 신아시리아 부조에서도 뿔 달린 왕관 형태로 묘사되었다. 앤드류 R. 조지에 따르면, 바빌로니아와 아시리아의 다양한 지형 문헌에서 알려진 신의 "좌석"에 대한 언급은 아마도 받침대 위에 놓인 상징물의 형태로 표현된 것을 의미할 것이다. 아누의 상징적 묘사는 엔릴의 것과 동일하다는 점이 지적되었다. 유사한 상징은 신아시리아 제국 시대에 아슈르를 나타낼 수도 있었다. 이 세 신 모두 같은 부조에서 이 형태로 묘사될 수 있었다.

## 다른 신들과의 관계

### 배우자

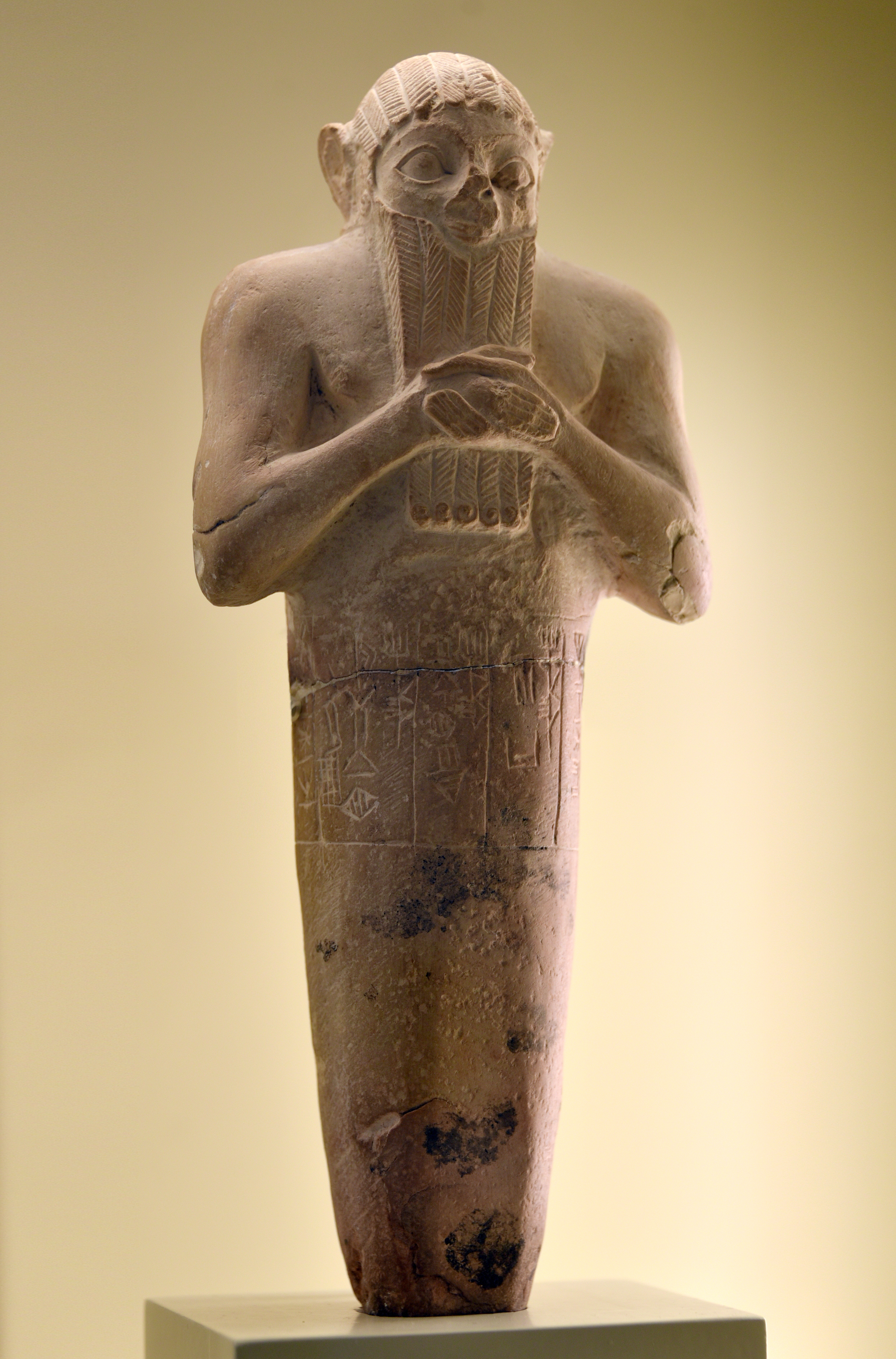
루갈키살시 왕의 기초 인물상. 비문에는 남무와 아누가 부부로 언급되어 있다.

"땅"을 의미하는 키는 아누의 배우자로 잘 알려져 있다. 그녀의 이름은 일반적으로 신적 한정사 없이 쓰였고, 보통 의인화된 여신으로 여겨지지 않았다. 아누의 다른 배우자로는 우라쉬가 있었다. 프란스 위거만(Frans Wiggermann)에 따르면, 그녀는 가장 흔하게 기록된 그의 아내이다. 그녀는 아카드 제국 시대부터 잘 기록되어 있으며, 고바빌로니아 제국 시대까지 아누의 아내로 자주 등장한다. 딜바트의 수호신으로는 다른 남성 신인 우라쉬가 있었다. 위거만은 키가 일반적으로 동의되는 것처럼 우주 발생론적 요소로서 땅을 나타냈다면, 우라쉬는 농지의 신성한 표현이었다고 제안한다. 그는 그녀의 이름을 "경작"으로 번역할 것을 제안했지만, 그 어원과 의미는 여전히 논쟁의 대상이다. 세 개의 사본으로 알려진 한 신아시리아 신 목록은 키와 우라쉬를 단일 신인 d키-우라쉬로 결합한 것으로 보인다. 이 항목에 대한 초기 잘못된 읽기는 d키-입(dki-ib)이었는데, 초기 아시리아학자 다니엘 데이비드 러큰빌은 이를 고대 이집트 종교의 신 게브에 대한 언급으로 가정했지만, 현재는 불가능한 것으로 간주된다.
여신 안투 또한 아누의 아내로 기록되어 있다. 그녀의 이름은 어원적으로 아누의 아카드어 여성형이다. 신 목록 <안 = 아눔>은 그녀를 키와 동일시하며, 고바빌로니아 시대의 어휘 문서는 우라쉬와 동일시한다. 후자와 마찬가지로 그녀가 땅과 관련된 여신으로 간주될 수 있다는 증거가 있다. 그녀는 이미 기원전 3천년기에, 아마도 아부 살라비크의 신 목록에 나타나는 초기 왕조 시대에 기록되었지만, 기원전 1천년기 이전의 우루크에서는 그녀에 대한 언급이 알려지지 않았으며, 신바빌로니아 제국 시대에도 그녀는 단 한 통의 편지에만 나타난다. 그러나 그녀는 이 도시의 셀레우코스 시대 문서에서 아누의 아내로 기록되어 있으며, 이때 그녀는 남편과 함께 도시의 주요 여신이 되었다.
기원전 24세기 우루크와 우르를 다스렸던 왕 루갈키살시 (또는 루갈기파레시)의 봉헌 인형 비문에는 남무가 아누의 아내로 언급되어 있다. 줄리아 크룰(Julia Krul)은 이것이 초기 왕조 시대 우루크의 전통적인 짝짓기였다고 제안하지만, 프란스 위거만(Frans Wiggermann)에 따르면 남무가 아누의 아내로 직접 언급된 다른 기록은 알려져 있지 않다. 유일한 예외는 "안의 순수한 존재"를 언급할 수도 있는 고바빌로니아 시대의 주술문인데, 이 기록은 불확실하다.
오래된 문헌에서는 아쉬라툼의 한 별명이 종종 "안의 신부"로 번역되었지만, 이는 현재 오류로 간주된다. 그 안에 사용된 수메르어 용어 é-gi4-a는 아카드어 칼라툼(kallatum)과 동등하며, "며느리"와 "신부"를 모두 의미했지만, 후자의 의미는 아버지가 아들의 신부를 선택하는 사회적 관행에 의존했다. 여신의 별명으로서 이는 특정 신의 며느리로서의 지위를 나타낸다. 예를 들어, 아야는 신의 며느리이자 그의 아들 샤마쉬의 아내로서의 지위 때문에 종종 칼라툼이라고 불렸다.
닌우르살라라는 여신은 신 목록 <안 = 아눔>에서 아누의 담-반다, 즉 "첩"으로 묘사된다. 앙투안 카비뇨와 만프레드 크레버니크에 따르면, 그녀는 마리 (수메르)의 고바빌로니아 신 목록에도 기록되어 있다.

### 자녀
많은 신들이 아누의 후손으로 여겨졌으며, 그는 "위대한 신들의 아버지"라고 불릴 수 있었다. 아누의 수메르 판테온에서의 주요 역할이 조상격의 존재였다고 주장되었으며, 다양한 메소포타미아 신들을 통칭하는 용어인 아눈나 (또는 아눈나키, 아눈나-안나)는 "아누의 후예"를 의미하며 특히 저명한 특정 신들을 지칭한다.
날씨의 신 이슈쿠르 (아다드)는 일관되게 아누의 아들로 여겨졌다. 일부 문학 텍스트에서는 엔릴을 그의 아버지로 언급할 수도 있지만, 이러한 견해는 덜 일반적이었고 고바빌로니아 제국 시대 이후의 자료에서는 더 이상 나타나지 않는다. 그의 어머니를 직접적으로 명시하는 유일한 자료는 우라쉬를 이 역할에 둔다. 아누의 아들로 자주 여겨진 또 다른 신은 에아였다. 이시메-다간의 통치 시대에 대한 찬송가는 남무가 에리두의 지역 전통과 신화 <엔키와 닌마흐>에서 엔키의 어머니였음을 확인하지만, 우라쉬가 대신 그의 어머니였다는 전통도 존재했다. 이슈쿠르에게 바쳐진 텍스트에서는 그와 엔키를 쌍둥이로 지칭할 수 있었지만, 후자의 신을 중심으로 하는 작품에서는 유사한 별칭을 찾을 수 없었다. 다니엘 슈메르(Daniel Schwmer)에 따르면 이는 판테온에서 그의 높은 지위 때문에 비교적 낮은 지위의 신의 형제로 불리는 것이 이득이 되지 않았기 때문이라고 한다.
엔릴은 아누의 아들로 불릴 수 있었으며, 이는 이미 루갈자게시의 비문에서도 확인된다. 셴화 왕은 이러한 발전이 신들의 왕이 엔릴이었던 북부 전통과 같은 역할이 아누에 의해 수행되었던 남부 전통을 조화시키기 위함이었다고 제안하지만, 심지어 남부의 라가시도 이 제안된 엔릴 전통에 속하는 것으로 보인다. 엔릴을 아누의 아들로 제시하는 또 다른 자료는 신화 <엔키와 세계 질서>인데, 이는 또한 그가 엔키의 형임을 명시한다. 그러나 엔릴의 혈통은 가변적이었다. 이른바 엔키-닌키 신들이 그의 조상이었던 전통은 현재 아시리아학자들에 의해 통상적인 것으로 간주되지만, 이에 관련된 자료는 해석하기 어렵다. 엔릴의 조상인 엔키는 쐐기 문자에서 그 이름의 철자가 다르기 때문에 신 엔키와 혼동해서는 안 된다. 또 다른 전통에서는 엔릴의 아버지가 루갈두쿠가였지만, 그를 이 역할에 배치하는 텍스트는 비교적 후대의 것이다. 이는 카시트인 시대에 작성되었을 가능성이 가장 높은 신 목록 <안 = 아눔>에서 처음으로 확인된다.
아무루 (마르투)는 보편적으로 아누의 아들로 여겨졌다. 디에츠 오토 에차르트는 그가 엔릴의 아들로 여겨지지 않았다는 사실이 메소포타미아 종교에서 그의 부차적인 역할에서 비롯되었을 수 있다고 주장했다. 또한 그와 이슈쿠르 사이의 비교가 이 계보의 발전에 기여했을 수도 있다. 또한 아무루 이름의 변형 표기인 AN.dMARTU (AN.AN.MAR.TU)가 아무루와 아누로 구성된 결합된 신을 나타낸다고 주장되기도 했다. 그러나 폴-알랭 볼리외에 따르면, 이는 에마르의 이중 언어 텍스트에서 알려진 후르리어 번역인 d에-니 아-무-리-웨와 같이, 아모리인의 신을 의미하는 아카드어 구절 d일 아무림(Il Amurrim)으로 읽어야 할 가능성이 가장 높다고 한다.
림-신 1세와 삼수 일루나의 통치 시대 문서들은 사랑의 여신 나나야를 아누의 딸로 식별한다. 이러한 개념은 에사르하돈의 비문에도 나타난다. 폴-알랭 볼리외는 나나야가 아누와 이난나가 부부로 여겨지는 지역 신학 체계의 맥락에서 발전했으며, 처음에는 그들의 딸로 간주되었다고 추측한다. 그러나 올가 드레브노프스카-리마르츠(Olga Drewnowska-Rymarz)가 지적했듯이, 나나야를 이난나의 딸로 직접 언급하는 것은 흔하지 않으며, 이 별칭이 문자 그대로가 아니라 그들 사이의 친밀함을 나타내는 것으로 해석되었을 가능성이 있다. 게다가 나나야는 남성 우라쉬의 딸로도 여겨질 수 있었으며, 때때로 특별히 그의 맏딸로 불리기도 했다.
후기 자료에서 니사바는 아누의 딸로 불릴 수 있었다. 그러나 윌프레드 G. 램버트가 지적했듯이 적어도 한 문헌은 "아누가 니사바의 아버지가 아니기를 바라는 듯"하며, 대신 그녀를 이르한의 딸로 만든다. 이 맥락에서 이르한은 에아와 동일시되며, 우주의 신들의 아버지인 우주적인 강으로 이해된다.
이슈타르 (이난나)는 아누와 안투의 딸로 여겨질 수 있었지만, 그녀가 난나와 닌갈의 딸이라는 견해가 그녀의 혈통에 관한 가장 흔하게 기록된 전통으로 동의되고 있다. 길가메시 서사시의 "표준 바빌로니아" 버전, 천문학 텍스트 및 니푸르 여왕 찬송가가 그녀를 아누의 딸로 직접 언급하지만, 폴-알랭 볼리외에 따르면 이러한 진술이 혈통을 반영하는 것이 아니라 단순히 간접적인 후손을 의미할 가능성도 배제할 수 없으며, 이는 아누가 엔릴의 아버지, 난나의 할아버지, 이난나의 증조할아버지라는 함의된 계보를 의미할 수 있다고 한다. 게다가 언급된 찬송가는 그녀를 달의 신의 딸로도 지칭한다.
이쉬타란은 적어도 때때로 아누와 우라쉬의 아들로 묘사되었고, 그 결과 고바빌로니아 니푸르 신 목록은 그를 우루크와 연관시킨다. 그는 또한 아누 라부(AN.GAL), "위대한 아누"로 불릴 수도 있었지만, 보우터 헨켈만(Wouter Henkelman)은 이 별칭이 대신 그와 엘람 신 나피리샤 사이에 존재했던 연결을 나타내는 증거라고 제안한다. 나피리샤의 이름은 동일한 쐐기 문자 조합으로 쓰였다. 기원전 1천년기 후반에 우루크, 니푸르, 데르의 신학자들 사이의 협력 기간 동안 이쉬타란과 아누를 혼합하려는 시도가 있었을 가능성도 있지만, 현재로서는 직접적인 증거가 부족하다.
아누의 자녀로 기록된 다른 신들로는 의술의 여신 닌이시나와 닌카라크 (그의 아내 우라쉬의 딸로도 직접 언급됨), 바우 (그의 맏딸로 불릴 수 있음), 직조의 여신 웃투 (단 하나의 자료에서), 사자신 팝수칼, 게쉬티난나 (슐기의 찬송가에서 우라쉬를 어머니로 언급), 불의 신 기빌 (그리고 그와의 연관성을 통해 누스카도), 행성 수성의 신적 표현인 쉬흐투 (셀레우코스 시대 우루크에서), 그리고 아마도 남성 우라쉬가 있다. 그의 숭배 중심지인 움마의 전통에서 아누가 샤라의 아버지였는지는 확실하게 판단할 수 없는데, 가장 직접적인 언급인 찬송가에 나오는 구절 '아이아 딩기르 우-투-주'는 "당신을 낳은 당신의 아버지 안" 또는 "당신을 낳은 당신의 신성한 아버지"라는 두 가지 가능한 번역을 가지고 있기 때문이다. 또한, 특정 신의 아버지로서 아누에 대한 일부 언급은 비유적이거나 간접적일 수 있는데, 난나 (일반적으로 엔릴과 닌릴의 아들) 또는 눈갈의 경우와 같다.
아누는 또한 다양한 악마들의 아버지로 여겨질 수도 있었다. 라마쉬투는 그의 딸로 간주되었다. "아누의 아들들"이라 불리는 일곱, 여덟 또는 아홉 명의 아사쿠 악마 집단도 알려져 있다. 현대 연구자들에 의해 니푸르 개요서로 불리는 텍스트에서 라타라크는 아사쿠이자 아누의 아들로 식별된다. 에라 서사시는 세비티를 그의 창조물로 묘사하며, 이후 에라에게 무기로 주어졌다고 한다.

### 조상
가장 초기의 문헌들은 아누의 기원을 논하지 않고, 그의 탁월함은 단순히 가정된다. 후대의 전통에서는 그의 아버지가 보통 안샤르였으며, 그의 배우자는 키샤르였다. 또 다른 전통에서는 알랄루와 벨릴리가 그의 부모로 여겨졌을 가능성이 높다. 여러 세대에 걸쳐 배열된 그의 조상들의 더 큰 집단은 신화적이고 학술적인 자료에서 알려져 있다. 윌프레드 G. 램버트는 이러한 신들을 통칭하여 "아누의 신통기"라는 용어를 만들었다. 적어도 다섯 가지 버전이 주술문에서 알려져 있지만, 다섯 가지 중 세 가지는 첫 쌍이 두리와 다리이며, 마지막 쌍은 알랄루와 벨릴리이다. 약간 다른 버전은 신 목록 <안 = 아눔>에서 알려져 있지만, 개별 사본들 사이에도 차이가 있다. 램버트는 처음에 적어도 두 가지 다른 전통이 존재했지만, 나중에 엔릴과 관련된 목록을 본떠 결합되었다고 제안한다. 적어도 일부 경우에, 신성한 조상들의 긴 목록은 메소포타미아 역사 여러 시기에서 확인되는 강한 근친상간 금기와 화해하기 어려운 신성한 근친상간의 함의를 피하는 데 도움이 되도록 의도되었다.
두리와 다리는 창조의 주요 힘으로 이해되는 시간을 나타냈을 가능성이 높으며, 그들의 이름은 아카드어 구절 "영원히, 영원히"에서 유래했다. 알랄루와 벨릴리의 짝짓기는 아마도 두 이름이 반복적이라는 사실에 전적으로 기반했을 것이며, 다른 곳에서는 서로 독립적인 관련 없는 역할로 나타난다. 아누의 조상으로 여겨지는 다른 신들의 쌍으로는 성격이 알려지지 않은 에구르와 가라, 수생 신화 생물의 이름에서 파생된 라흐무와 라하무, 이름이 dALAM으로 표의 문자로 쓰인 두 신들 (아마도 알려진 다른 쌍 중 하나를 나타내거나 지하세계와 연관), 그리고 "원시 도시"의 "군주"와 "여주"인 에누룰라와 닌우룰라가 있다. 이들이 아누의 가계도에 포함된 것은 "고대 메소포타미아 사상에서 도시의 중요성"을 반영했을 가능성이 가장 높다. 에누마 엘리시에 제시된 신들의 계보는 초기 자료의 아누 조상 목록에서 파생되었다. 이 작품에 나열된 쌍들은 압주와 티아마트, 라흐무와 라하무, 그리고 안샤르와 키샤르이다. 그중 첫 번째 쌍은 어떤 초기 자료에서도 기록되지 않았다.
신 목록 <안 = 아눔>은 남무를 "하늘과 땅을 낳은 어머니", d아마-투-안-키(dama-tu-an-ki)로 언급하지만, 프란스 위거만이 지적했듯이 이 경우 '안'과 '키'라는 용어는 아마도 집합적으로 이해되었을 것이다. 유사한 언급은 중기 바빌로니아 시대 이전에 작성된 것으로 추정되는 구마술 공식에서도 알려져 있다. 이러한 창조 행위에 남무의 배우자로서 두 번째 신이 관여했다는 징후는 없다. 그녀는 <안 = 아눔>의 아누 계보의 한 변형에 나타나지만, 램버트가 언급했듯이 "부록처럼 밀려났다". 남무에 대한 기록이 드물기 때문에 오늘날 그녀는 "에리두 밖에서는 일반적으로 인정되지 않았다"고 가정한다.
팝수칼에게 바쳐진 한 기도문은 아누가 엔메샤라의 아들이었던 전통을 암시할 수 있다. 또 다른 문헌에서는 아누와 엔릴이 이 신에게서 자리를 물려받았는데, 반드시 평화로운 방식은 아니었다.
다양한 조상 신들과의 연관성 때문에 아누는 때때로 지하세계와 연관될 수 있었다. 아시리아의 한 설명 문헌에서는 안투가 그를 위해 장례 제물을 바친다고 언급한다. 그러나 줄리아 크룰에 따르면, 그의 이러한 면모가 얼마나 널리 인정받았는지 알 수 없으며, 셀레우코스 시대 우루크의 신학에서 아누가 지하세계의 신들과 완전히 동일시되었다는 광범위한 주장은 일반적으로 피해야 한다.

#### 후르리 전통에서
후르리 종교의 알랄루가 메소포타미아의 알랄루와 유사하게 아누의 아버지였다고 흔히 가정되며, 쿠마르비가 아누의 아들로 여겨졌다고 가정되지만, 쿠마르비 신화의 서두에 두 개의 분리된 신들의 계보가 나타나므로, 후르리 자료에서 알랄루와 아누를 부자 관계로 간주해서는 안 된다는 주장도 제기되었다. 쿠마르비는 쿠마르비의 노래에서 알랄루의 "씨앗"으로 직접 언급된다. 그는 또한 같은 주기인 헤담무의 노래에 속하는 또 다른 신화에서 자신을 "알랄루의 아들"이라고 부른다. 국제 조약의 신들 순서 또한 알랄루와 쿠마르비가 같은 계보에 속하지만, 아누는 그렇지 않다는 개념을 지지한다. 히타이트학자 게리 베크만은 두 계보가 새로운 세대의 신들(테슙, 타쉬미슈 등)이 탄생하면서야 비로소 통합된 것으로 보인다고 언급하는데, 이는 쿠마르비가 아누를 거세하여 아누의 씨앗("부담")이 그 안에 놓이게 된 결과이다. 이 과정은 주석 (원소)과 구리에서 청동을 생산하는 것에 시적으로 비유된다.
윌프레드 G. 램버트는 알랄루와 아누 사이의 대결에 대한 알려지지 않은 메소포타미아 신화가 존재했으며, 이것이 후르리-히타이트 전통의 갈등에 영감을 주었을 것이라고 제안했다.

### 수행원
"신들의 전형적인 재상"인 닌슈부르는 주로 이난나와 연관되어 있었지만, 아누의 수칼(신성한 재상, 수행 신)로 묘사될 수도 있었다. 그녀와 아누 사이의 연관성은 우르 제3왕조 시대부터 기록되어 있다. 수메르 종교에서 인기 있는 중재 신으로서의 그녀의 역할은 주요 신들의 시종으로서의 지위에서 파생되었는데, 이는 그녀가 인간 청원자들을 대신하여 이난나와 아누 모두와 중재할 수 있다고 믿게 만들었다. 같은 역할에 배치될 수 있었던 또 다른 신은 일라브라트였다. 기원전 2천년기 문헌에서는 닌슈부르와 일라브라트가 공존했으며, 적어도 일부 경우에 (예를 들어 마리 (수메르)의 개인 이름에서) 남성으로 취급되는 닌슈부르의 이름은 일라브라트의 표의 문자 표기였다. 닌슈부르의 성별 변화는 그와의 혼합주의와 관련이 있다는 주장이 제기되었다. 여신 아마사그누디 또한 아누의 수칼로 간주될 수 있었는데, 이는 단 하나의 고바빌로니아 어휘 텍스트에 기록되어 있다. 칵카 또한 몇몇 경우에 이 역할로 기록되어 있지만, 에누마 엘리시에서는 대신 안샤르의 수칼이다.
후기 시대에는 아누의 다른 수칼들이 자바바 신과 원래 연관되어 있던 팝수칼에게 가려졌는데, 팝수칼의 부상은 그의 이름에 '수칼'이라는 단어가 존재했다는 사실에 단순히 뿌리를 두고 있었다. 아케메네스 제국과 셀레우코스 제국 시대에 우루크에서 발전한, 주로 신 목록에 의존하는 소위 "고대 신학"의 맥락에서, 그는 닌슈부르와 완전히 동일시되었고, 따라서 아누의 수칼이자 도시의 18대 주요 신 중 하나가 되었다. 그는 이 도시에서 그 이전에는 숭배되지 않았다.

### 외국 신들과의 동일시
슈르푸 주석에 따르면 아누의 엘람 대응자는 자브루였다. 그러나 신 목록 <안 = 아눔>에 따르면, 야브누(d야-아브-나)라는 이름을 가진 신은 "엘람의 엔릴"이었다. 윌프레드 G. 램버트는 자브루와 야브누가 같은 이름의 두 가지 표기법으로 간주되어야 한다고 결론지었다. 자브루는 메소포타미아 자료에서 엘람 신으로 묘사되지만, 알려진 엘람어 문헌에는 그가 언급되지 않는다.
신 목록 <안샤르 = 아눔>에서 아누의 이름 중 하나는 하무르누인데, 이는 하늘을 나타내는 후르리어 단어에서 파생되었다. 그러나 후르리인들은 땅과 하늘을 숭배했지만, 그들을 의인화된 신으로 여기지 않았다. 게다가 아누는 후르리 신화에서 자신의 이름으로 나타난다.
로버트 몬디는 가나안인들이 아누의 속성을 엘에게 돌린 것으로 보인다고 주장하지만, 실제로 다양한 고대 시리아 국가의 판테온에는 아누에 해당하는 신이 존재하지 않았다. 내륙 판테온의 수장인 다간과 해안 판테온의 수장인 엘 모두 아누보다는 엔릴과 유사한 것으로 여겨졌다. 몬디는 또한 "샤멤"이라는 신을 가나안 판테온에서 아누의 가장 직접적인 대응자이자 하늘의 의인화로 묘사하지만, 이 이름은 날씨 신 바알의 칭호였고 나중에 바알샤민이라는 별개의 신으로 발전했으며, 아람어 문헌은 그가 동쪽 지역에서 아누보다는 하닷과 동일시되었다는 것을 나타낸다.
헬레니즘 문명 시대에 아누가 그리스 신 제우스와 동일시되었다는 주장이 때때로 제기되지만, 대부분의 아시리아학자들은 이 가능성을 불확실하게 여긴다. 엘레노어 롭슨은 예외이다. 줄리아 크룰은 이를 제안하는 저자들이 "셀레우코스인들이 그러한 등식을 스스로 만들었는지 (...) 또는 우루크의 사제-학자들이 그들의 새로운 왕들에게 두 신 사이의 유사성을 설득했는지 (...) 또는 그들이 진정으로 아누와 제우스가 같다고 믿었는지"를 명확히 하지 않는다고 지적한다. 이러한 가능성에 대한 직접적인 증거는 없다. 고대 그리스 종교 연구자인 발터 부르케르트에 따르면, 아누와 제우스 사이에는 직접적인 문학적 유사성이 존재한다. 그에 따르면, 길가메시 서사시 제6권에 나오는, 이슈타르가 길가메시에게 거절당한 후 아누에게 와서 어머니 안투에게 불평하지만 아누에게는 온화하게 꾸중을 듣는 장면은 일리아스 제5권의 한 장면과 직접적으로 유사하다. 이 장면에서 아프로디테는 그녀의 아들 아이네이아스를 구하려다 그리스 영웅 디오메데스에게 부상을 입는다. 부르케르트는 아프로디테를 이슈타르의 후기 그리스적 발전으로 간주한다. 그녀는 올림포스산으로 도망쳐 어머니 디오네에게 울부짖고, 언니 아테나에게 조롱당하며, 아버지 제우스에게 온화하게 꾸중을 듣는다. 서술적 유사성뿐만 아니라, 디오네의 이름이 안투가 아누의 여성형인 것처럼 제우스 자신의 여성형이라는 사실도 중요하다. 디오네는 일리아스 전체에 걸쳐 다시 나타나지 않으며, 일리아스에서 제우스의 배우자는 대신 헤라 여신이다. 따라서 부르케르트는 디오네가 안투의 명백한 번역차용이라고 결론짓는다.
아누와 아후라 마즈다 사이의 동등성은 아케메네스 제국의 페르시아인 외 신민들이 후자를 단순히 하늘 신으로 여겼을 것이라는 가정에 근거하여 제안되었다.

## 숭배

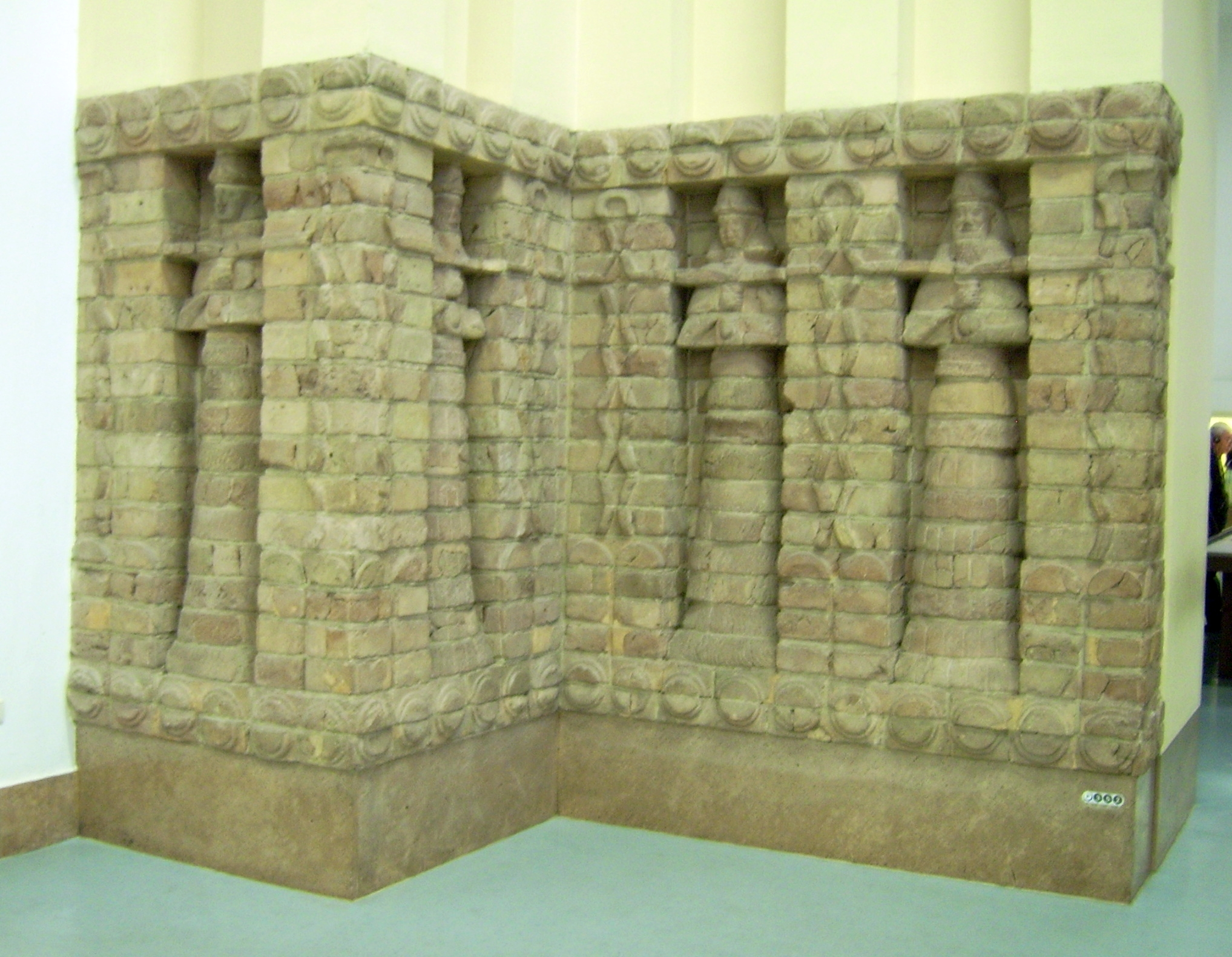
기원전 c. 1415년, 카시트인 시대(기원전 c. 1600~1155년)에 건설된 우루크의 이슈타르 바빌로니아 신전 정면 일부. 과거에는 이 신전이 처음에는 아누에게 봉헌되었다가 나중에 이난나에게 봉헌되었다고 주장되었지만, 이러한 견해는 더 이상 타당한 것으로 간주되지 않는다.

아누는 주로 우루크 도시와 관련되어 있었으며, 그곳에서 이난나 (이슈타르)와 나나야와 함께 주요 신들 중 한 명이었다. 그러나 신바빌로니아 시대 말기 이전에는 그의 숭배가 그들의 숭배보다 범위가 더 좁았다. 이른바 "백색 신전"은 우루크 IV기 (기원전 3500–3100년)로 거슬러 올라가며, 그의 원래 숭배 중심지였고, 심지어 현대 문헌에서는 때때로 "아누 지구라트"라고도 불린다. 그러나 아누가 실제로 이 구조물에서 숭배되었다는 증거는 없다. 가장 오래된 문서에서 그의 존재는 여전히 논쟁의 여지가 있는데, 그 안에 있는 딩기르 쐐기 문자가 특정 신을 반드시 지칭하는지 불확실하기 때문이다. 폴-알랭 볼리외는 그가 이 자료에 나타나는지 증명할 수 없다고 결론짓는다.
우루크의 주요 신전인 에안나("천국의 집", 수메르어: e2-anna; 쐐기 문자: 𒂍𒀭 E2.AN )가 과거에 제안되었듯이 원래 아누만의 거처였다는 증거도 없다. 에안나는 이미 기원전 4천년기부터 이난나와 연관되어 있었으며, 우루크의 수호 여신으로서의 그녀의 역할은 적어도 이 시기까지 거슬러 올라갈 가능성이 높다. 줄리아 크룰은 아누가 이미 우루크 시대에 숭배되었다 하더라도, 그는 이난나와 에안나 신전을 공유했을 가능성이 높다고 제안한다. 가장 오래된 문헌에는 에안나가 아직 언급되지 않으며, 그 안에 기록된 "에안(Ean)"이라는 이름의 성소가 아누의 신전이었고 후대의 어떤 건축물과 일치하는지는 확실하지 않다. 초기 왕조와 아카드 제국, 우르 제3왕조 시대에 걸쳐 이난나는 도시의 주신이었으며, 에안나는 무엇보다도 그녀의 신전으로 여겨졌다. 특히 나람신의 바세트키 비문은 이난나가 우루크의 여신이었고 아누보다 더 중요하게 여겨졌다는 견해를 뒷받침한다. 아누가 봉헌 목록에는 나타나지만, 우르 제3왕조 통치자들의 에안나를 언급하는 비문에는 아누에 대한 언급이 없다. 그러나 고바빌로니아 시대의 왕실 비문은 아누가 에안나에 거주한다고 믿어졌음을 나타낸다. 길가메시 서사시의 고바빌로니아 버전에서는 에안나가 아누의 거처로만 묘사되지만, 후대의 "표준 바빌로니아" 버전에서는 이쉬타르와 아누 모두와 연관시킨다. 하늘의 황소 에피소드와 유사하게, 전자의 전통은 이 작품의 편찬자들 사이에서 반이쉬타르 정서가 존재했음을 단순히 나타낼 수 있다고 제안되었다. 동시에 아누는 주요 역할을 하지 않으며, 이난나는 메소포타미아 문학에서 자주 언급되는 우루크의 다른 전설적인 왕인 엔메르카르와 루갈반다에 대한 신화에서 에안나의 유일한 소유자이다. 에안나가 원래 아누에게 속했지만 나중에 이난나에게 찬탈당했다는 신화적 전통은 여러 문학 작품에서 알려져 있지만, 이는 최초의 신전이 어떻게 세워졌는지를 설명하는 창립 신화에 불과했을 수도 있다.
우르 제3왕조 시대부터 아누는 왕실 비문에서 언급되는 최고 신 3인조의 일원으로 간주되기 시작했는데, 여기에는 엔릴과 엔키도 포함되었다. 우르남무의 통치 기간 문서에는 바라키스키야("단상, 순수한 장소")로 알려진 좌석과 그에게 봉헌된 정원이 언급되어 있다. 그들의 위치는 불확실하지만, 앤드류 R. 조지는 잠정적으로 우르라고 제안한다. 다음 이신 시대에는 이신의 왕들이 연호에 아누를 전혀 언급하지 않았다. 라르사의 림-신 1세는 전통을 부활시켜 그들의 연호에 전통적인 3인조를 언급했는데, 이는 아마도 그가 남부 바빌로니아 전체를 지배할 계획임을 보여주기 위함이었을 것이다. 또한 그의 전임자 중 한 명인 궁구눔이 자신의 주요 숭배 중심지를 장악하고 있음을 보여주기 위해 아누, 엔릴, 난나를 유사한 삼위일체로 자신의 비문에 언급했다고 제안되기도 했다. 림-신 1세의 왕국을 정복한 후, 바빌론의 함무라비는 자신의 연호에 아누와 엔릴을 언급하기 시작했지만, 에아는 언급하지 않았다. 유사한 증거는 삼수 일루나의 통치 기간에는 찾을 수 없는데, 그는 남부 도시들의 재정복과 관련되었을 가능성이 가장 높은 단 하나의 비문에서만 아누와 엔릴을 언급했다. 같은 왕조의 후기 왕들은 이 두 신을 자주 언급하지 않았는데, 이는 아마도 그들의 통치를 더 오랜 전통과 연결하려는 의례적인 공식의 일부였을 것이다.
아시리아에서는 샴시-아다드 1세의 비문에서 아누가 처음으로 나타나는데, 그는 아누를 자신에게 왕권을 부여한 신들 중 한 명으로 묘사했다. 그가 아수르에 세운 아다드의 신전은 나중에 날씨 신과 아누 모두에게 봉헌되었다. 이 신전에는 지구라트인 에멜람안나("천국의 광채의 집")가 함께 있었다. 다니엘 슈메르(Daniel Schwemer)는 이 두 신의 짝짓기가 그들이 부자 관계라는 일반적인 견해에 기반한 것이라고 제안한다.
고바빌로니아 시대의 일부 기간 동안, 우루크의 숭배는 일시적으로 바빌로니아 북부의 키시로 이전되었는데, 이 기간 동안 아누 숭배에 대한 직접적인 언급은 알려져 있지 않다. 가능한 예외는 표어 AN.dINANNA로 지정된 신 또는 신들이다. 그러나 이것이 일반적으로 가정되는 것처럼 아누와 이난나 쌍이 아니라, 이난나의 특정 발현인 우르키툼을 나타낸다는 주장도 제기되었다. 현재 이 문제에 대한 학술적 합의는 없으며, 어떤 신 또는 신들을 지칭하는지는 여전히 불확실하다.
시랜드 제1왕조 시대의 문서에서는 아누를 포함하는 3인조가 엔릴과 에아(엔키)의 이인조로 대체되었다. 시랜드 기록 보관소에서 알려진 유일한 신 목록은 아누를 전혀 언급하지 않고, 단순히 엔릴로 시작한다. 그럼에도 불구하고 그는 몇몇 봉헌 목록에 기록되어 있다. 게다가 아쿠르두아나 왕의 이름이 신명 인명일 수 있으며, "아누의 격류"로 번역될 수 있지만, 이는 불확실하며 이 경우 AN 기호의 올바른 번역은 일반적인 단어 "하늘"일 수 있다.
기원전 1천년기에 작성되었을 가능성이 높은 바빌로니아 신전 목록은 아누의 신전을 전혀 언급하지 않지만, 라르사, 우르, 에리두를 제외하면 남부 도시들은 일반적으로 이 목록에 제대로 나타나지 않는다. 하나의 전례 문헌은 에키남마(Ekinamma)라고 불리는 아누의 신전이 케쉬에 존재했을 가능성을 시사한다. 찬송가 BRM IV 8은 그와 관련된 10개의 신전 이름을 나열하며, 여기에는 에안키와 아마도 우루크에 위치했을 에갈안키아가 포함된다.
신바빌로니아 제국 시대에 아누는 우루크에 작은 성소만 가지고 있었다. 그는 이 시대의 종교적 관습에서 상대적으로 작은 신으로 묘사되어 왔다. 우루크의 여러 신바빌로니아 시대 기록 보관소가 발굴 및 출판되었지만, 현재까지 연구에 따르면 나보니두스 통치 이전에는 아누를 기리는 신명 인명을 가진 사람이 소수에 불과했으며, 가장 높은 추정치에 따르면 알려진 문서에서 총 5명만 언급되었다. 역사적으로 가장 주목할 만한 예는 나보폴라사르 통치 기간 동안 우루크의 총독이었던 아누-아후-이딘이다. 그러한 이름의 수는 나보니두스 통치 기간 동안 증가하기 시작했다. 다리우스 1세 통치 기간의 문서는 추가적인 성장을 보여주지만, 주로 북부 바빌로니아 신들, 그리고 나나야, 이슈타르, 샤마쉬 (라르사 출신)를 기리는 이름들도 여전히 많다. 아누에 대한 호의적인 변화가 크세르크세스 1세 통치 기간 동안 가속화되었다고 제안되었다. 기원전 484년 북부 바빌로니아 도시들의 페르시아 통치에 대한 반란 이후, 이 왕은 메소포타미아 성직자들의 전통적인 구조를 재편한 것으로 보이며, 우루크는 반란에 가담하지 않았지만 변화에서 예외는 아니었다. 북부 도시들과 자주 연관되어 있었고 주로 이슈타르 숭배에 관여했던 기존의 사제들이 아누에게 헌신하는 강력한 지역 가문들로 대체되었다고 제안되었다. 줄리아 크룰은 그 구성원들이 신바빌로니아 시대에 이미 아누 숭배의 범위를 확장할 계획을 세웠을 가능성이 높지만, 판테온의 수장으로 마르두크를 선호했던 왕들의 이해관계 때문에 그렇게 할 수 없었다고 제안한다.

### 아케메네스 및 셀레우코스 시대 우루크의 신학 개혁
크세르크세스의 우루크 성직자들에 대한 보복은 우루크의 종교 생활과 경제의 중심지였던 에안나의 붕괴를 초래했고, 이슈타르와 나나야 대신 아누와 그의 배우자 안투 숭배를 중심으로 하는 새로운 체계의 생성을 가능하게 했다. 후기 아케메네스 통치 기간의 사원 행정 및 기타 종교 문제와 관련된 메소포타미아 문헌이 부족하기 때문에 초기 발전의 세부 사항은 잘 이해되지 않고 있다. 도시 전체는 쇠퇴하지 않았으며, 예를 들어 다리우스 2세의 통치 기간 문서에서 확인되듯이 다양한 행정 및 군사적 목적에 사용되었다. 심지어 기원전 1천년기 마지막 세기 동안 메소포타미아에서 가장 크고 번성했던 도시로 묘사되기도 한다. 아누가 공식 판테온의 정점에 오른 것은 기원전 420년경으로 추정된다. 아르타크세르크세스 1세와 다리우스 2세의 통치 기간 경제 문서에서는 이미 아누를 기리는 신명 인명이 지배적이다. 다음 셀레우코스 제국 시대의 자료에서는 아누 숭배가 번성하는 것으로 보인다. 그와 안투에게 공동으로 봉헌된 새로운 신전인 비트 레쉬(수장 신전)가 어느 시점에 건설되었고 도시 종교 생활의 새로운 중심지가 되었다. 이 건축물에 대한 가장 오래된 기록은 "셀레우코스와 안티오코스의 통치" 기간에 원래 편찬된 것으로 보이는 문서에서 나온다. 이는 아마도 셀레우코스 1세 니카토르와 안티오코스 1세 소테르 (기원전 292/1 – 281/0년) 또는 안티오코스 1세와 그의 아들 셀레우코스 (기원전 280/79 – 267/6년)를 의미할 것이다. 비트 레쉬 단지에는 또한 새로운 지구라트인 에샤라(수메르어: "우주의 집")가 포함되어 있었는데, 이는 메소포타미아에서 알려진 가장 큰 구조물이자 전체적으로 엘람의 초가 잔빌 다음으로 두 번째로 큰 구조물이다. 그 이름은 아마도 엔릴에게 봉헌된 니푸르의 유사한 구조물에서 차용되었을 것이다.
아누의 격상에 대한 여러 설명이 제안되었지만, 직접적인 증거 부족으로 인해 추측에 머물러야 한다. 아케메네스 제국의 종교에서 아후라 마즈다의 지위를 본떴을 것이라는 주장이 제기되었지만, 폴-알랭 볼리외는 그 첫 징후가 이미 나보니두스 통치 하에서 나타났기 때문에 페르시아 종교를 본떴다는 것은 불가능하다고 지적한다. 동시에 그는 아케메네스 행정부가 아누 숭배를 장려했을 가능성이 있다고 보는데, 이는 바빌론과 그 엘리트들이 다른 메소포타미아 도시 주민들에게 미치는 영향을 제한하는 방법으로 보았기 때문이라고 한다. 아누와 제우스의 경우에도 유사한 연관성이 제안되었지만, 여전히 불확실하다. 볼리외는 대신 아누의 부상이 부분적으로 그와 안샤르 (우루크에서도 숭배되었고 아시리아에서는 아슈르와 동일시될 수 있었음) 그리고 아시리아의 주신 아슈르 사이의 혼합주의 연관성 네트워크에서 영감을 받았다고 제안한다. 그러나 줄리아 크룰은 안샤르가 우루크에서 실제로 아슈르로 이해되었는지, 심지어 지역 성직자들이 그를 아누의 한 형태로 여겼는지 확실하지 않다고 지적한다. 볼리외 자신도 자신의 이론을 뒷받침할 수 있는 대부분의 증거가 대신 아슈르와 아누의 격상이 모두 엔릴을 중심으로 한 신학과 같은 유사한 기존 모델에 의존했다는 것을 단순히 나타낼 수 있음을 인정한다. 신바빌로니아 시대 동안 우루크가 바빌론의 신학을 받아들일 수밖에 없었기 때문에, 아누의 격상이 지역 정체성의 표현으로 여겨졌을 가능성도 있다. 동시에, 새로운 중앙집중화된 아누 숭배가 바빌로니아 신학을 본떴을 가능성도 배제할 수 없으며, 심지어 아누의 축제와 의식 중 상당수가 마르두크의 것을 본떴을 수도 있다. 마르두크나 엔릴에게 봉헌된 작품을 새로운 아누 숭배에 맞게 다시 쓰는 사례도 알려져 있다. 아누의 격상과 도시 판테온 재편의 다른 사례를 정당화하는 데 필요한 증거를 제공했던 <안 = 아눔>과 같은 신 목록은 아누의 격상을 위해 노력했던 신학자들과 고대 연구자들이 흔히 활용한 자료였다. 성직자들 사이에서 천문학 및 점성술에 대한 관심이 증가한 것도 한몫했을 가능성이 높다.

### 후기 셀레우코스 및 파르티아 시대의 우루크
우루크의 종교 활동이 후기 셀레우코스 및 초기 파르티아 제국 시대까지 계속되었다고 가정되지만, 비트 레쉬 단지의 상당 부분은 결국 화재로 파괴되었다. 그곳은 요새로 재건되었고, 파르티아 시대에는 그 옆에 작은 신전이 지어졌지만, 메소포타미아 신들은 더 이상 그곳에서 숭배되지 않았을 가능성이 높다. 기원후 111년으로 날짜가 기록된 그리스어 비문에 따르면, 기원전 1천년기 초 우루크에서 숭배된 신은 알려지지 않은 가레우스(Gareus)였으며, 그의 신전은 볼로가세스 1세 통치 기간에 로마 건축과 유사한 외국 양식으로 지어졌다. 이 유적지에서 발견된 마지막 쐐기 문자 문헌은 기원후 79년 또는 80년으로 날짜가 기록된 천문학 서판으로, 아마도 고대에 작성된 마지막 쐐기 문자 문헌일 것이다. 쐐기 문자 기록이 사라진 후에도 개별 신들의 숭배는 계속되었을 수 있지만, 우루크의 지역 종교와 문화의 마지막 잔재는 사산 제국의 메소포타미아 정복 시기에 사라진 것으로 추정된다.

## 신화

### 수메르 신화

#### 수메르 창조 신화
수메르 창조 신화에 대한 주요 정보원은 서사시 <길가메시, 엔키두, 저승세계>의 서두이다. 이 시는 창조 과정을 간략하게 묘사하는데, 처음에는 태초의 바다인 남무만이 존재한다. 그리고 남무는 하늘인 안(아누의 수메르어 이름)과 땅인 키를 낳는다. 안과 키는 서로 교미하여 바람의 신 엔릴을 낳는다. 엔릴은 안을 키에게서 분리하고 땅을 자신의 영역으로 가져가며, 안은 하늘을 가져간다.
수메르어에서 "안"이라는 표기는 "하늘"과 상호 교환적으로 사용되었기 때문에, 어떤 경우에는 그 용어가 신 안을 지칭하는지 아니면 하늘을 지칭하는지 불확실하다. 수메르 우주론에서 하늘은 평평한 지구를 덮는 세 개의 돔으로 envisioned되었다. 이 하늘의 각 돔은 다른 보석으로 만들어졌다고 믿어졌다. 안은 이 돔들 중 가장 높고 가장 바깥쪽에 있는 것으로 믿어졌으며, 붉은색 돌로 만들어졌다고 생각되었다.

#### 이난나 신화

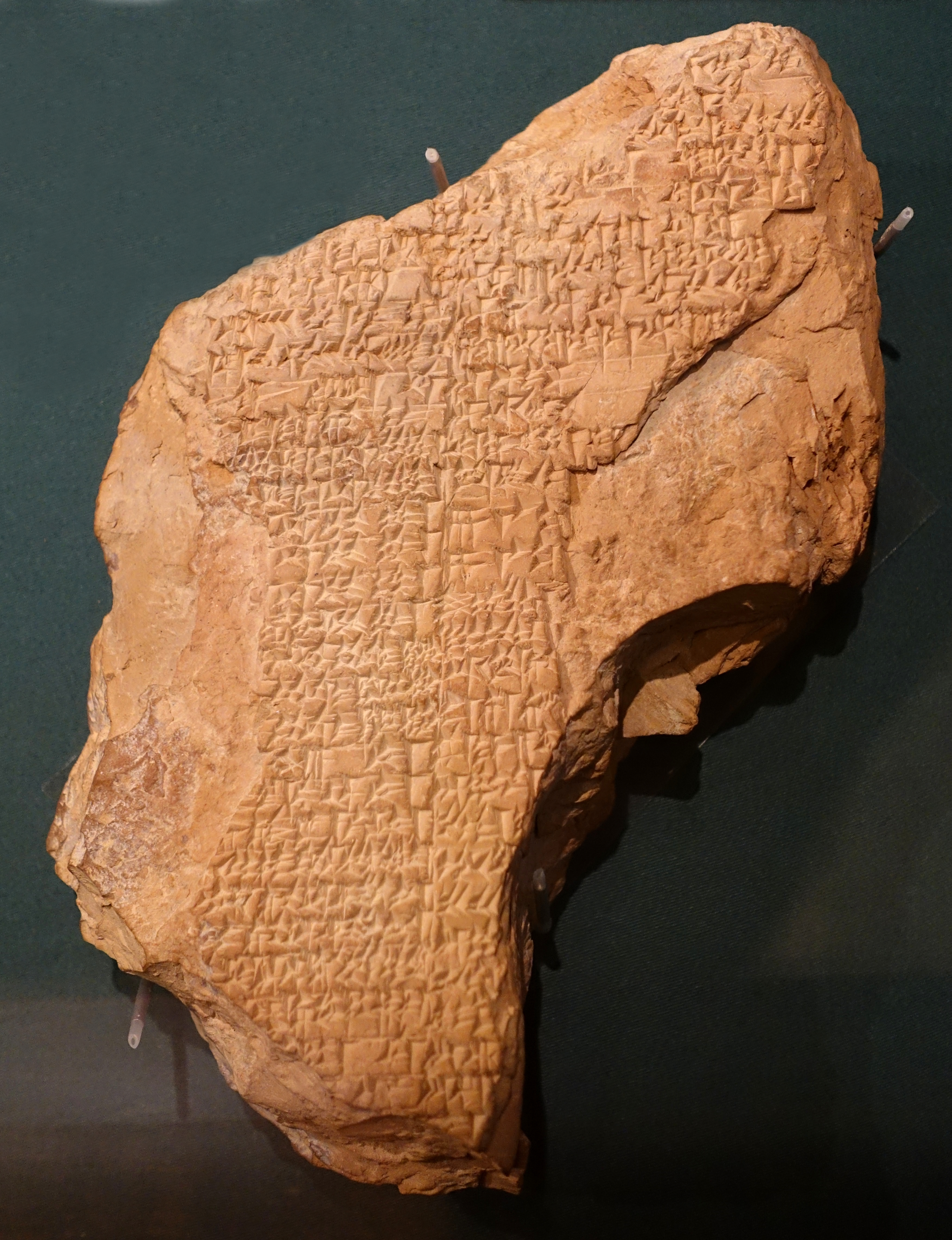
시카고 대학교의 오리엔탈 연구소에 소장된 이난나와 에비흐의 원본 수메르 점토판

이난나와 에비흐, 또는 <무시무시한 신성한 힘의 여신>으로 알려진 184행 시는 아카드 시인 엔헤두안나가 수메르어로 작성했다. 이 시는 안의 손녀 이난나가 자그로스산맥의 산인 에비흐산과 대결하는 내용을 묘사한다. 안은 시의 한 장면에서 짧게 등장하는데, 이난나가 에비흐산을 파괴할 수 있도록 허락해 달라고 그에게 청원한다. 안은 이난나에게 산을 공격하지 말라고 경고하지만, 그녀는 그의 경고를 무시하고 에비흐산을 공격하여 파괴한다.
시 <이난나, 하늘을 장악하다>는 극히 단편적이지만, 이난나가 우루크의 에안나 신전을 정복하는 중요한 기록이다. 이 시는 이난나와 그녀의 오빠 우투의 대화로 시작되는데, 이난나는 에안나 신전이 그들의 영역에 속하지 않는다고 한탄하며 그것을 자신의 것으로 만들기로 결심한다. 이 시점부터 이야기는 점점 단편적으로 변하지만, 어부 한 명이 가장 좋은 길을 알려주는 동안 그녀가 신전에 도달하기 위해 습지를 힘겹게 통과하는 과정을 묘사하는 것으로 보인다. 결국 이난나는 안에게 도착하고, 안은 그녀의 오만함에 놀라지만, 그럼에도 불구하고 그녀가 성공했고 신전이 이제 그녀의 영역임을 인정한다. 시는 이난나의 위대함을 자세히 설명하는 찬송가로 끝난다. 이 신화는 우루크에서 안의 사제들의 권위가 약해지고 이난나의 사제들에게 권력이 이양되었음을 나타낼 수 있다.

### 아카드 신화

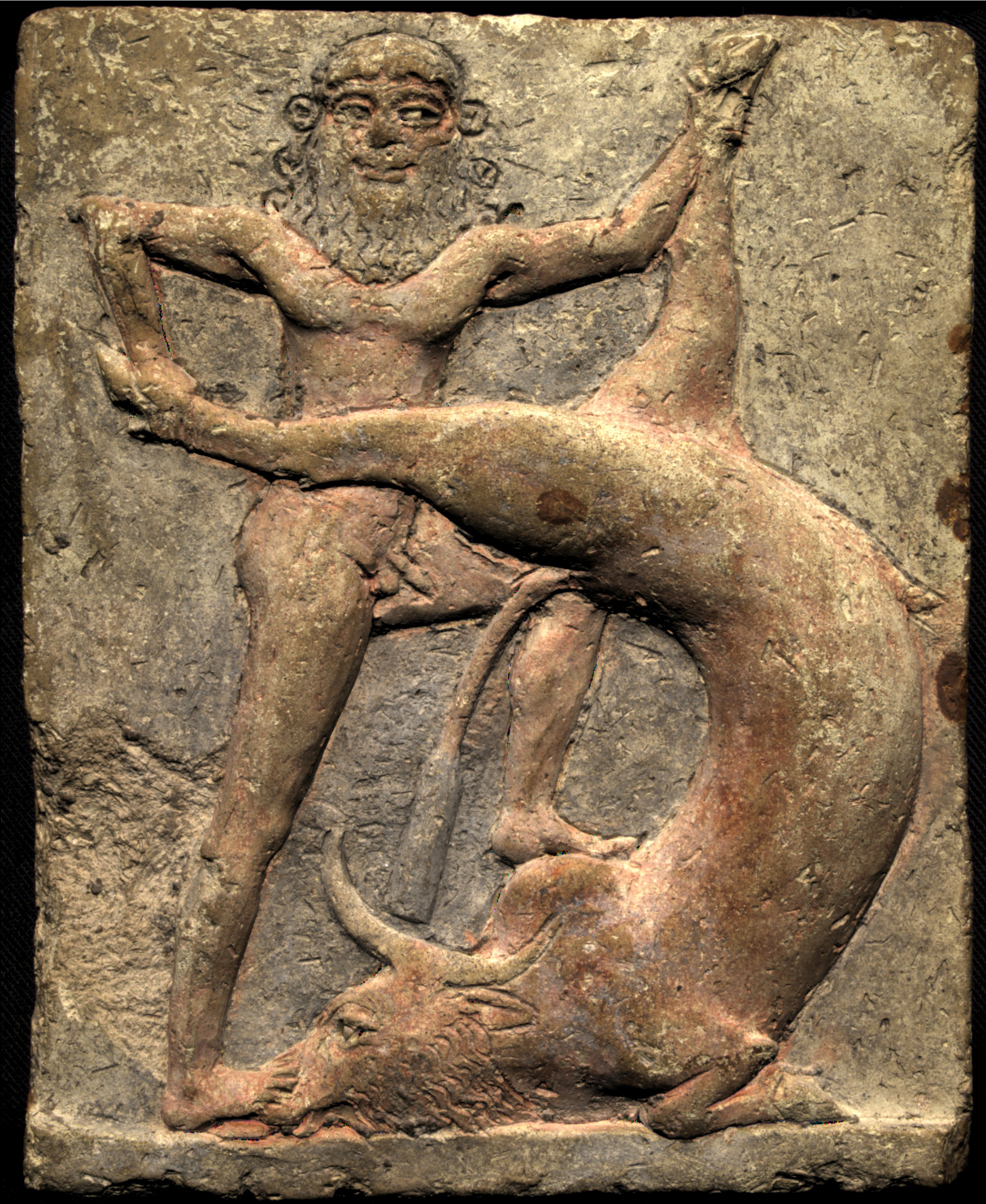
고대 메소포타미아 테라코타 부조로, 길가메시가 길가메시 서사시 제4권에서 아누가 그의 딸 이슈타르에게 준 하늘의 황소를 죽이는 장면을 보여준다.

#### 길가메시 서사시
기원전 2천년기 후반에 작성된 아카드어 길가메시 서사시의 한 장면에서 아누의 딸 이슈타르, 이난나의 동셈어 대응자가 영웅 길가메시를 유혹하려 한다. 길가메시가 그녀의 구애를 거절하자, 이슈타르는 화가 나서 하늘로 올라가 아누에게 길가메시가 자신을 모욕했다고 말한다. 아누는 그녀에게 왜 직접 길가메시를 상대하지 않고 자신에게 불평하는지 묻는다. 이슈타르는 아누에게 하늘의 황소를 줄 것을 요구하며, 만약 주지 않으면 지하세계의 문을 부수고 죽은 자들을 일으켜 살아있는 자들을 잡아먹게 할 것이라고 맹세한다. 아누는 이슈타르에게 하늘의 황소를 주고, 이슈타르는 그것을 길가메시와 그의 친구 엔키두를 공격하게 보낸다. 우가리트어 아크하트 서사시의 한 장면에서는 전사 여신 아나트가 자신의 활을 요구했다가 영웅에게 꾸중을 들은 후 그를 죽일 허락을 요구하기 위해 주신 엘과 대결하는 내용이 이 길가메시 서사시의 부분과 비교되었다.

#### 아다파 신화
카시트 시대에 처음 기록된 아다파 신화에서 아누는 남풍이 7일 동안 땅 쪽으로 불지 않는 것을 알아차린다. 그는 자신의 수칼 일라브라트에게 이유를 묻는다. 일라브라트는 에리두에 있는 에아(엔키의 동셈어 대응자)의 사제인 아다파가 남풍의 날개를 부러뜨렸기 때문이라고 대답한다. 아누는 아다파를 자신에게 소환하도록 명령하지만, 아다파가 떠나기 전에 에아는 그에게 신들이 주는 어떤 음식이나 물도 먹지 말라고 경고한다. 왜냐하면 그 음식과 물에는 독이 있기 때문이다. 아다파는 아누 앞에 도착하여 자신이 남풍의 날개를 부러뜨린 이유는 에아를 위해 낚시를 하고 있었는데 남풍이 폭풍을 일으켜 그의 배를 침몰시켰기 때문이라고 말한다. 아누의 문지기 두무지드와 닌기쉬지다는 아다파를 옹호한다. 이것은 아누의 분노를 가라앉히고 그는 아다파에게 죽음의 음식과 물 대신 불멸의 음식과 물을 보상으로 주도록 명령한다. 그러나 아다파는 에아의 조언을 따르고 식사를 거부한다. 아다파 이야기는 서기관들에게 사랑받았는데, 그들은 그를 자신들의 직업의 창시자로 보았고 메소포타미아 전역에서 이 신화의 방대한 수많은 사본과 변형이 발견되었으며, 메소포타미아 역사의 전 과정에 걸쳐 있다. 아다파가 아누 앞에 나타난 이야기는 훗날 창세기에 기록된 아담과 하와의 유대인 이야기와 비교되었다. 아누가 아다파가 불멸의 음식을 먹지 않자 그를 다시 지상으로 돌려보내는 것처럼, 성경 이야기에서 야훼는 아담이 생명나무의 열매를 먹는 것을 막기 위해 그를 에덴 동산에서 쫓아낸다. 마찬가지로 아다파는 모든 사제들의 원형으로 여겨졌다. 반면 창세기에서 아담은 모든 인류의 원형으로 제시된다.

#### 에라와 이슘
기원전 8세기에 아카드어로 작성된 서사시 <에라와 이슘>에서 아누는 파괴의 신 에라에게 인격화된 무기로 묘사되는 세비투를 준다. 아누는 에라에게 인간들이 과밀해지고 너무 시끄러워질 때 그들을 학살하는 데 세비투를 사용하라고 지시한다(제1서판, 38행 이하).

### 후르리 신화
이른바 "쿠마르비 주기"에 속하는 신화 중 하나는 관련된 신들 중 아누를 특징으로 한다. 주로 히타이트어 번역으로 알려져 있지만, 이 신화는 후르리인 문화적 환경에 속하며, 아나톨리아가 아닌 시리아와 메소포타미아의 지역을 배경으로 한다. 이 신화는 먼 과거에 "하늘의 왕"이 알랄루였고, 아누는 그의 술잔을 드는 역할을 했지만, 두 신의 기원은 설명하지 않는다. 9년 후 아누는 그의 상사에게 반란을 일으켜 그를 폐위시키고 지하세계로 도망치게 했다. 그러나 또 다른 9년 후, 그의 술잔을 드는 자이자 "알랄루의 후예"인 쿠마르비가 왕권을 차지하기 위해 그를 공격했다. 아누는 하늘로 도망치려 했지만, 쿠마르비는 아누의 생식기를 물어뜯어 삼켰다. 아누의 생식기를 삼킨 결과, 쿠마르비는 아누의 아들 테슙 (히타이트어 번역에서는 타르훈나), 그리고 두 다른 신인 타쉬미슈와 티그리스강을 임신하게 된다. 아누는 이 일에 대해 그를 조롱한다. 테슙은 나중에 쿠마르비의 갈라진 두개골에서 태어나는데, 베크만은 이를 그리스 신화의 아테나 탄생과 비교하며, 나머지 서술은 보존 상태가 좋지 않지만 그가 쿠마르비의 파괴 시도를 피했다는 것이 알려져 있다.
윌프레드 G. 램버트는 알랄루와 아누 사이의 대결에 대한 hitherto 알려지지 않은 메소포타미아 신화가 존재했으며, 이것이 후르리-히타이트 전통의 갈등에 영감을 주었을 것이라고 제안했다.

## 후대와의 연관성

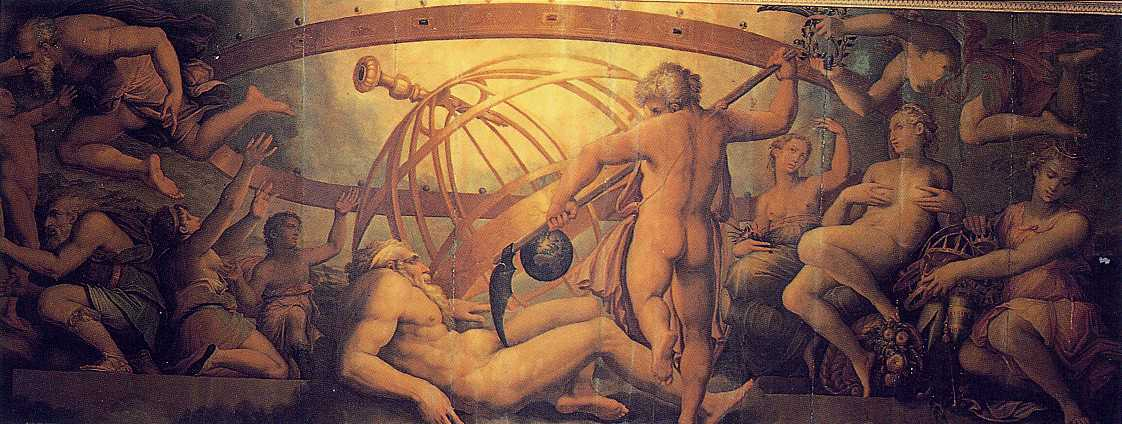
사투르누스에게 잘린 우라노스의 생식기 (c. 1560), 조르조 바사리와 크리스토파노 게라르디 작. 제목은 각각 우라노스와 크로노스의 라틴어 이름을 사용한다.

에누마 엘리시와 유사한 신들의 계보에 대한 언급은 아리스토텔레스의 제자이자 기원후 6세기에 살았던 신플라톤주의 작가인 다마스키오스가 인용한 로도스의 에우데모스의 저작에서 알려져 있다.
바빌로니아인들은 하나의 첫 번째 원리를 침묵하고 타우테(Tauthē)와 아파손(Apasōn)이라는 두 가지를 허용하는 것으로 보인다. 그들은 아파손을 타우테의 남편으로 삼는데, 그녀를 "신들의 어머니"라고 부른다. 이들로부터 단 하나의 자녀인 모이미스(Mōymis)가 태어났는데, 이는 두 원리에서 유래한 이성적인 세계인 것으로 이해한다. 그들로부터 또 다른 세대인 다케(Dachē)와 다코스(Dachos) [수정: 라케(Lachē)와 라코스(Lachos)]가 나왔고, 같은 쌍으로부터 세 번째 세대인 킷사레(Kissarē)와 앗소로스(Assōros)가 나왔으며, 이들로부터
안노스(Anos), 일리노스(Illinos) [수정: 일리롤로스(Illilos)], 아오스(Aos) 세 명이 태어났다. 아오스와 다우케(Daukē)로부터 아들 벨로스(Bēlos)가 태어났는데, 그들은 그가 데미우르고스라고 말한다.

에우데모스가 어떤 자료에 의존했는지 알려져 있지 않지만, 베로수스는 전자가 후자의 작품을 읽을 만큼 오래 살지 못했기 때문에 확실히 배제할 수 있다. 게다가 엔릴(일리노스)이 에아(아오스)와 아누(안노스)와 동등하게 포함된 것은 에누마 엘리시와 유사하지만, 사용된 자료가 동일하지 않음을 나타낸다. 에우데모스의 설명에서 또 다른 차이점은 뭄무(모이미스)의 기원이 명확한 반면, 언급된 바빌로니아 작품은 이를 직접적으로 설명하지 않는다는 점이다.
쿠마르비 신화에 묘사된 일련의 신성한 쿠데타는 훗날 기원전 7세기에 보이오티아현 시인 헤시오도스가 쓴 장편 시 신통기에 묘사된 그리스 창조 이야기의 기반이 되었다고 주장된다. 그러나 게리 베크만은 두 신화가 단순히 고대 지중해 공통 문화 환경("코이네")에 존재하는 유사한 모티프에서 발전했을 수도 있으며, 헤시오도스가 반드시 쿠마르비 전통에 직접적으로 의존한 것은 아닐 수도 있다고 지적한다. 헤시오도스의 시에서 원시 하늘 신 우라노스는 아들 크로노스에 의해 전복되고 거세되는데, 이는 후르리 이야기에서 쿠마르비가 아누를 전복하고 거세하는 방식과 매우 유사하다. 크로노스는 다시 자신의 아들 제우스에 의해 전복된다. 한 오르페우스교 신화에서는 크로노스가 우라노스의 생식기를 쿠마르비가 아누에게 한 것과 똑같은 방식으로 물어뜯는다. 그럼에도 불구하고, 로버트 몬디는 우라노스가 메소포타미아인들에게 아누의 중요성에 비견될 만한 신화적 중요성을 그리스인들에게는 결코 가지지 못했다고 지적한다. 대신 몬디는 우라노스를 "아누의 창백한 반영"이라고 부르며, "거세 신화를 제외하고는 우주적 인물로서 거의 의미가 없으며, 어떤 체계적인 방식으로도 왕권과 연관되지 않는다"고 언급한다.
고대 후기에는 비블로스의 필론과 같은 작가들이 히타이트 및 헤시오도스 이야기의 왕조 계승 틀을 가나안 신화에 적용하려 했지만, 이러한 시도는 억지스러웠고 대부분의 가나안인들이 실제로 믿었던 것과 모순된다. 대부분의 가나안인들은 엘과 바알이 동시에 통치한다고 여겼던 것으로 보인다.

## 내용주
1. ↑  é-an-na는 "성소"( "집" + "천국" ["안"] + 소유격)를 의미한다.[153]

### 참고 자료
- Asher-Greve, Julia M.; Westenholz, Joan G. (2013). 《Goddesses in Context: On Divine Powers, Roles, Relationships and Gender in Mesopotamian Textual and Visual Sources》 (PDF). Academic Press Fribourg. ISBN 978-3-7278-1738-0.
- Bachvarova, Mary R. (2013). 〈The Hurro-Hittite Kumarbi Cycle〉. 《Gods, heroes, and monsters: a sourcebook of Greek, Roman, and Near Eastern myths》. New York: Oxford University Press. ISBN 978-0-19-064481-9. OCLC 967417697.
- Beaulieu, Paul-Alain (1992). 《Antiquarian Theology in Seleucid Uruk》. 《Acta Sumerologica》 14. 2022년 6월 5일에 확인함.
- Beaulieu, Paul-Alain (1997). 《The Cult of AN.ŠÁR/Aššur in Babylonia After the Fall of the Assyrian Empire》. 《State Archives of Assyria Bulletin》 11. ISSN 1120-4699.
- Beaulieu, Paul-Alain (2003). 《The pantheon of Uruk during the neo-Babylonian period》. Leiden Boston: Brill STYX. ISBN 978-90-04-13024-1. OCLC 51944564.
- Beaulieu, Paul-Alain (2005). 〈The God Amurru as Emblem of Ethnic and Cultural Identity〉.   Soldt, Wilfred H. van; Kalvelagen, R.; Katz, Dina. 《Ethnicity in Ancient Mesopotamia》. Leiden: Nederlands Instituut voor het Nabije Oosten. ISBN 978-90-6258-313-3. OCLC 60116687.
- Beaulieu, Paul-Alain (2018). 〈Uruk Before and After Xerxes: The Onomastic and Institutional Rise of the God Anu〉.   Waerzeggers, Caroline; Seire, Maarja. 《Xerxes and Babylonia: the Cuneiform evidence》. Leuven: Peeters Publishers. ISBN 978-90-429-3809-0. OCLC 1097184152.
- Beckman, Gary (2011). 〈Primordial Obstetrics. "The Song of Emergence" (CTH 344)〉. 《Hethitische Literatur: Überlieferungsprozesse, Textstrukturen, Ausdrucksformen und Nachwirken: Akten des Symposiums vom 18. bis 20. Februar 2010 in Bonn》. Münster: Ugarit-Verlag. ISBN 978-3-86835-063-0. OCLC 768810899.
- Black, Jeremy; Green, Anthony (1992), 《Gods, Demons and Symbols of Ancient Mesopotamia: An Illustrated Dictionary》, The British Museum Press, ISBN 0-7141-1705-6
- Boivin, Odette (2018). 《The First Dynasty of the Sealand in Mesopotamia》. De Gruyter. doi:10.1515/9781501507823. ISBN 978-1-5015-0782-3.
- Burkert, Walter (2005), 〈Chapter Twenty: Near Eastern Connections〉,   Foley, John Miles, 《A Companion to Ancient Epic》, New York City, New York and London, England: Blackwell Publishing, ISBN 978-1-4051-0524-8
- Cavigneaux, Antoine; Krebernik, Manfred (1998), 〈Nin-ursala〉, 《Reallexikon der Assyriologie》 (독일어)
- Dalley, Stephanie (1989), 《Myths from Mesopotamia: Creation, the Flood, Gilgamesh, and Others》, Oxford, England: Oxford University Press, ISBN 0-19-283589-0
- de Lapérouse, Jean-François (2003). 〈Stone Sculpture Production〉.   Aruz, Joan; Wallenfels, Ronald. 《Art of the First Cities: The Third Millennium B.C. from the Mediterranean to the Indus》. Metropolitan Museum of Art. ISBN 978-1-58839-043-1. 2022년 6월 4일에 확인함.
- Drewnowska-Rymarz, Olga (2008). 《Mesopotamian goddess Nanāja》. Warszawa: Agade. ISBN 978-83-87111-41-0. OCLC 263460607.
- Feliu, Lluís (2003). 《The god Dagan in Bronze Age Syria》. Leiden Boston, MA: Brill. ISBN 90-04-13158-2. OCLC 52107444.
- Feliu, Lluís (2006). 〈Concerning the Etymology of Enlil: the An=Anum Approach〉. 《Šapal tibnim mû illakū: studies presented to Joaquín Sanmartín on the occasion of his 65th birthday》. Barcelona: Editorial AUSA. ISBN 84-88810-71-7. OCLC 157130833.
- George, Andrew R. (1992). 《Babylonian Topographical Texts》. Orientalia Lovaniensia analecta. Departement Oriëntalistiek. ISBN 978-90-6831-410-6. 2022년 6월 3일에 확인함.
- George, Andrew R. (1993). 《House most high: the temples of ancient Mesopotamia》. Winona Lake: Eisenbrauns. ISBN 0-931464-80-3. OCLC 27813103.
- Halloran, John A. (2006), 《Sumerian Lexicon: Version 3.0》
- Harris, Rivkah (February 1991), “Inanna-Ishtar as Paradox and a Coincidence of Opposites”, 《History of Religions》 30 (3): 261–278, doi:10.1086/463228, JSTOR 1062957, S2CID 162322517
- Henkelman, Wouter F. M. (2008). 《The other gods who are: studies in Elamite-Iranian acculturation based on the Persepolis fortification texts》. Leiden: Nederlands Instituut voor het Nabije Oosten. ISBN 978-90-6258-414-7.
- Henkelman, Wouter F. M. (2017). 〈Humban and Auramazdā: royal gods in a Persian landscape〉. 《Persian religion in the Achaemenid period》. Wiesbaden. ISBN 978-3-447-19556-0. OCLC 1086094005.
- Huber Vulliet, Fabienne (2011), 〈Šara〉, 《Reallexikon der Assyriologie》 (프랑스어)
- Karahashi, Fumi (April 2004), “Fighting the Mountain: Some Observations on the Sumerian Myths of Inanna and Ninurta”, 《Journal of Near Eastern Studies》 63 (2): 111–118, doi:10.1086/422302, JSTOR 422302, S2CID 161211611
- Katz, D. (2003), 《The Image of the Underworld in Sumerian Sources》, Bethesda, Maryland: CDL Press, ISBN 978-1-883053-77-2
- Klein, Jacob (1997). 〈The God Martu in Sumerian Literature〉.   Finkel, I. L.; Geller, M. J. 《Sumerian Gods and their Representations》. STYX Publications. ISBN 978-90-56-93005-9.
- Kramer, Samuel Noah (1961), 《Sumerian Mythology: A Study of Spiritual and Literary Achievement in the Third Millennium B.C.: Revised Edition》, Philadelphia, Pennsylvania: University of Pennsylvania Press, ISBN 0-8122-1047-6
- Krebernik, Manfred (1997), 〈Mondgott A. I. In Mesopotamien〉, 《Reallexikon der Assyriologie》
- Krebernik, Manfred (2014), 〈Uraš A〉, 《Reallexikon der Assyriologie》
- Krebernik, Manfred (2014a), 〈Urkītum〉, 《Reallexikon der Assyriologie》 (독일어)
- Krul, Julia (2018). 《The Revival of the Anu Cult and the Nocturnal Fire Ceremony at Late Babylonian Uruk》. Brill. doi:10.1163/9789004364943. ISBN 9789004364936.
- Lambert, Wilfred G. (1980), 〈Jabnu〉, 《Reallexikon der Assyriologie》
- Lambert, Wilfred G. (1999). 《Literary Texts from Nimrud》. 《Archiv für Orientforschung》. 46/47 (Archiv für Orientforschung (AfO)/Institut für Orientalistik). 149–155쪽. ISSN 0066-6440. JSTOR 41668445. 2022년 6월 3일에 확인함.
- Lambert, Wilfred G. (2007). 〈An Exotic Babylonian God-List〉. 《Studies presented to Robert D. Biggs, June 4, 2004》. Chicago, Illinois: Oriental Institute of the University of Chicago. ISBN 978-1-885923-44-8. OCLC 67873765.
- Lambert, Wilfred G. (2013). 《Babylonian creation myths》. Winona Lake, Indiana: Eisenbrauns. ISBN 978-1-57506-861-9. OCLC 861537250.
- Leeming, David Adams; Page, Jack (1996), 《God: Myths of the Male Divine》, Oxford, England: Oxford University Press, ISBN 978-0-19-511387-7
- Levine, Etan (2000), 〈Air in Biblical Thought〉, 《Heaven and Earth, Law and Love: Studies in Biblical Thought》, Herausgegeben von Otto Kaiser, Berlin, Germany and New York City, New York: Walter de Gruyter, ISBN 3-11-016952-5
- Liverani, Mario (2004), 《Myth and Politics in Ancient Near Eastern Historiography》, Ithaca, New York: Cornell University Press, ISBN 978-0-8014-7358-6
- McCall, Henrietta (1990), 《Mesopotamian Myths》, The Legendary Past, Austin, Texas: University of Texas Press, ISBN 0-292-75130-3
- Metcalf, Christopher (2019). 《Sumerian Literary Texts in the Schøyen Collection》. Penn State University Press. doi:10.1515/9781646020119. ISBN 978-1-64602-011-9. S2CID 241160992.
- Metcalf, Christopher (2021). 〈Tales of Kings and Cup-Bearers in History and Myth〉. 《Gods and Mortals in Early Greek and Near Eastern Mythology》. Cambridge University Press. 154–168쪽. doi:10.1017/9781108648028.011. ISBN 9781108648028. S2CID 233538697.
- Mondi, Robert (1990), 〈Greek and Near Eastern Mythology: Greek Mythic Thought in the Light of the Near East〉,   Edmunds, Lowell, 《Approaches to Greek Myth》, Baltimore, Maryland: The Johns Hopkins University Press, ISBN 0-8018-3864-9
- Nemet-Nejat, Karen Rhea (1998), 《Daily Life in Ancient Mesopotamia》, Greenwood, ISBN 978-0-313-29497-6
- Peterson, Jeremiah (2009). 《God lists from Old Babylonian Nippur in the University Museum, Philadelphia》. Münster: Ugarit Verlag. ISBN 978-3-86835-019-7. OCLC 460044951.
- Piveteau, Jean (1981) [1964], 〈Man Before History〉,   Dunan, Marcel; Bowle, John, 《The Larousse Encyclopedia of Ancient and Medieval History》, New York City, New York: Excaliber Books, ISBN 0-89673-083-2
- Polvani, Anna Maria (2008). 《The god Eltara and the Theogony》 (PDF). 《Studi micenei ed egeo-anatolici》 50. 617–624쪽. ISSN 1126-6651. 2022년 6월 23일에 확인함.
- Rogers, John H. (1998), “Origins of the Ancient Astronomical Constellations: I: The Mesopotamian Traditions”, 《Journal of the British Astronomical Association》 (London, England: The British Astronomical Association) 108 (1): 9–28, Bibcode:1998JBAA..108....9R
- Sanders, Seth L. (2017), 《From Adapa to Enoch: Scribal Culture and Religious Vision in Judea and Babylonia》, Tübingen, Germany: Mohr Siebeck, ISBN 978-3-16-154456-9
- Schneider, Tammi J. (2011), 《An Introduction to Ancient Mesopotamian Religion》, Grand Rapids, Michigan: William B. Eerdman's Publishing Company, ISBN 978-0-8028-2959-7
- Schwemer, Daniel (2001). 《Die Wettergottgestalten Mesopotamiens und Nordsyriens im Zeitalter der Keilschriftkulturen: Materialien und Studien nach den schriftlichen Quellen》 (독일어). Wiesbaden: Harrassowitz. ISBN 978-3-447-04456-1. OCLC 48145544.
- Schwemer, Daniel (2007). 《The Storm-Gods of the Ancient Near East: Summary, Synthesis, Recent Studies Part I》 (PDF). 《Journal of Ancient Near Eastern Religions》 7 (Brill). 121–168쪽. doi:10.1163/156921207783876404. ISSN 1569-2116.
- Schwemer, Daniel (2008). 《The Storm-Gods of the Ancient Near East: Summary, Synthesis, Recent Studies: Part II》. 《Journal of Ancient Near Eastern Religions》 8 (Brill). 1–44쪽. doi:10.1163/156921208786182428. ISSN 1569-2116.
- Seidl, Ursula (1989). 《Die babylonischen Kudurru-reliefs: Symbole mesopotamischer Gottheiten》. Orbis biblicus et orientalis (독일어). Universitätsverlag. ISBN 978-3-7278-0603-2. 2022년 6월 4일에 확인함.
- Sjöberg, Åke W. (1973). 《Nungal in the Ekur》. 《Archiv für Orientforschung》 24 (Archiv für Orientforschung (AfO)/Institut für Orientalistik). 19–46쪽. ISSN 0066-6440. JSTOR 41637722. 2022년 6월 3일에 확인함.
- Steinkeller, Piotr (1982). 《The Mesopotamian God Kakka》. 《Journal of Near Eastern Studies》 41 (University of Chicago Press). 289–294쪽. doi:10.1086/372968. ISSN 0022-2968. JSTOR 544089. S2CID 161219123. 2022년 6월 5일에 확인함.
- Stephens, Kathryn (2013), “An/Anu (god)”, 《Ancient Mesopotamian Gods and Goddesses》 (Open Richly Annotated Cuneiform Corpus, UK Higher Education Academy)
- Wang, Xianhua (2011). 《The metamorphosis of Enlil in early Mesopotamia》. Münster. ISBN 978-3-86835-052-4. OCLC 712921671.
- Westenholz, Joan G. (2010). 〈Ninkarrak – an Akkadian goddess in Sumerian guise〉. 《Von Göttern und Menschen》. BRILL. 377–405쪽. doi:10.1163/9789004187474_020. ISBN 9789004187481.
- Wiggermann, Frans A. M. (1998), 〈Nammu〉, 《Reallexikon der Assyriologie》
- Wiggermann, Frans A. M. (1998a), 〈Nin-šubur〉, 《Reallexikon der Assyriologie》
- Wiggins, Steve (2007). 《A reassessment of Asherah: with further considerations of the goddess》. Piscataway, NJ: Gorgias Press. ISBN 978-1-59333-717-9. OCLC 171049273.
- Wilhelm, Gernot (1989). 《The Hurrians》. Warminster, England: Aris & Phillips. ISBN 978-0-85668-442-5. OCLC 21036268. 2024년 12월 26일에 원본 문서에서 보존된 문서. 2022년 6월 5일에 확인함.
- Wilhelm, Gernot (2014), 〈Unterwelt, Unterweltsgottheiten C. In Anatolien〉, 《Reallexikon der Assyriologie》 (독일어)
- Wyatt, Nicolas (1999). 〈The Story of Aqhat〉. 《Handbook of Ugaritic Studies》. Handbook of Oriental Studies. Brill. ISBN 978-90-04-10988-9. 2022년 6월 5일에 확인함.

## 더 읽어보기
- Vv.Aa. (1951), 《University of California Publications in Semitic Philology》, 11–12, University of California Press, OCLC 977787419
- Horry, Ruth (2016), “Enki/Ea (god)”, 《Ancient Mesopotamian Gods and Goddesses》 (Open Richly Annotated Cuneiform Corpus, UK Higher Education Academy), 2020년 10월 18일에 원본 문서에서 보존된 문서, 2018년 4월 6일에 확인함
- Kramer, Samuel Noah (1963), 《The Sumerians: Their History, Culture, and Character》, Chicago, Illinois: University of Chicago Press, ISBN 0-226-45238-7
- Leick, Gwendolyn (1998) [1991], 《A Dictionary of Ancient Near Eastern Mythology》, New York City, New York: Routledge, ISBN 0-415-19811-9
- Pope, Marvin H. (1955), “El in the Ugaritic Texts”, 《Supplements to Vetus Testamentum》 (Leiden, The Netherlands: E. J. Brill) 2, ISSN 0083-5889
- Stone, Adam (2016), “Enlil/Ellil (god)”, 《Ancient Mesopotamian Gods and Goddesses》 (Open Richly Annotated Cuneiform Corpus, UK Higher Education Academy), 2018년 4월 6일에 원본 문서에서 보존된 문서